# خوزه ماریا پاز (بازیکن فوتبال)
خوزه ماریا پاز (انگلیسی: José María Paz؛ زادهٔ ۳ ژوئیهٔ ۱۹۷۸) بازیکن فوتبال اهل آرژانتین است.
از باشگاه‌هایی که در آن بازی کرده‌است می‌توان به باشگاه فوتبال ریور پلاته، باشگاه فوتبال بلومینگ، باشگاه فوتبال اتلتیکو هوراکان، و باشگاه فوتبال لانوس اشاره کرد.